# Aloe penduliflora
Aloe penduliflora é uma espécie de liliopsida do gênero Aloe, pertencente à família Asphodelaceae.